# Libériai labdarúgó-bajnokság (első osztály)
A Liberian Premier League a libériai labdarúgó bajnokságok legfelsőbb osztályának elnevezése. 1956-ban alapították és 12 csapat részvételével zajlik. A bajnok a bajnokok Ligájában indulhat.

## A 2016–2017-es bajnokság résztvevői
- LISCR
- Barrack Young Controllers
- Fassell
- MC Breweries
- Nimba
- Watanga
- Jubilee
- Keitrace
- Mighty Barrolle
- LPRC Oilers
- Invincible Eleven
- Elwa United

## Az eddigi bajnokok
| - 1956-62 : ismeretlen - 1963 : Invincible Eleven - 1964 : Invincible Eleven - 1965 : Invincible Eleven - 1966 : Invincible Eleven - 1967 : Mighty Barrolle - 1968-71 : nem volt bajnokság - 1972 : Mighty Barrolle - 1973 : Mighty Barrolle - 1974 : Mighty Barrolle - 1975 : nem volt bajnokság - 1976 : Saint Joseph - 1977 : nem volt bajnokság - 1978 : Saint Joseph - 1979 : Saint Joseph - 1980 : Invincible Eleven - 1981 : Invincible Eleven - 1982 : nem volt bajnokság - 1983 : Invincible Eleven - 1984 : Invincible Eleven | - 1985 : Invincible Eleven - 1986 : Mighty Barrolle - 1987 : Invincible Eleven - 1988 : Mighty Barrolle - 1989 : Mighty Barrolle - 1990 : nem volt bajnokság - 1991 : LPRC Oilers - 1992 : LPRC Oilers - 1993 : Mighty Barrolle - 1994 : NPA Anchors - 1995 : Mighty Barrolle - 1996 : Junior Professional - 1997 : Invincible Eleven - 1998 : Invincible Eleven - 1999 : LPRC Oilers - 2000 : Mighty Barrolle - 2001 : Mighty Barrolle - 2002 : LPRC Oilers - 2003 : nem ért véget - 2004 : Mighty Barrolle | - 2005 : LPRC Oilers - 2006 : Mighty Barrolle - 2007 : Invincible Eleven - 2008 : Black Star - 2009 : Mighty Barrolle - 2010/11 : LISCR - 2012 : LISCR - 2013 : Barrack Young Controllers - 2013/14 : Barrack Young Controllers - 2015 : Nimba United - 2016 : Barrack Young Controllers - 2016/17 : LISCR |

## Bajnoki címek eloszlása
| Klub                      | Város        | Bajnoki címek | Utolsó |
| ------------------------- | ------------ | ------------- | ------ |
| Mighty Barrolle           | Monrovia     | 13            | 2009   |
| Invincible Eleven         | Monrovia     | 13            | 2007   |
| LPRC Oilers               | Monrovia     | 5             | 2005   |
| Barrack Young Controllers | Monrovia     | 3             | 2016   |
| LISCR                     | Monrovia     | 3             | 2017   |
| Saint Joseph Warriors     | Monrovia     | 3             | 1979   |
| NPA Anchors               | Monrovia     | 1             | 1994   |
| Junior Professional       | Monrovia     | 1             | 1996   |
| Black Star                | Monrovia     | 1             | 2008   |
| Nimba United              | Sanniquellie | 1             | 2015   |

## Külső hivatkozások
- Információk az RSSSF honlapján